# 林先生の痛快!生きざま大辞典
『林先生の痛快!生きざま大辞典』（はやしせんせいのつうかい いきざまだいじてん）は、TBS系列で2014年1月2日(16:30 - 17:45)にパイロット版が全国ネットで放送され、2014年4月22日から2015年3月24日まで火曜『テッペン!』枠（23:53 - 翌0:38、JST）でレギュラー放送されていたバラエティ番組である。

## 概要
予備校講師林修の冠番組。絶対に知って欲しい隠れた偉人のピンチを大逆転する痛快な生きざまを、番組MCの林修が独自の視点で紹介。そこから現代を生き抜く知恵を学べる教養バラエティー。
2014年1月2日に正月特番（パイロット版）を放送したのち、4月22日には番組のレギュラー放送が開始した。
2014年12月10日の『水トク!』（第2期）枠で、初のゴールデン2時間SP『林先生の痛快!生きざま大辞典 ～世界の天才スペシャル～』を放送。
2015年3月3日放送回で番組終了が発表され、24日が最終回となった。変わって林出演枠は、翌4月12日より日曜22時台にて『林先生が驚く初耳学!』（MBS制作）が放送されている。

## 出演
MC
- 林修（東進ハイスクール講師）

進行
- 吉田明世（TBSアナウンサー）
※ 2014年1月2日のパイロット版では、当時TBSアナウンサーだった小林悠が務めた。

## コーナー
偉人の生きざま紹介
林修が進行、偉人の生きざまにスポットを当て取り上げる人物をVTRで紹介し思う事柄についてわかりやすく解説。ゲストとの質疑応答を交えながら、偉人の生きざま等深く掘り下げていく番組のメイン。
動徳の時間（第1回放送から第14回放送まで不定期）
吉田明世が進行、生きざまをとらえた『動画』から道徳の時間のように感じてもらうコーナー。
世界のニュース（第6回放送のみ）
吉田明世が進行、世界中の興味深いニュースを番組MC・林修とゲストアリか?ナシか?判定しながら生きざまを考えていくコーナー。
知ると気持ちいい難解語（第23回放送のみ）
林修が進行、知らない超難解な言葉をわかりやすく林修が解説するコーナー。

## 放送リスト
放送時の人物・敬称（ゲストも含む）は放送当時のものを表記。

### パイロット版
| パイロット版  | パイロット版                                                                               | パイロット版                                | パイロット版                                        | パイロット版 | パイロット版 |
| 放送日        | ゲスト                                                                                     | テーマ                                      | 紹介した偉人                                        | 備考         |              |
| ------------- | ------------------------------------------------------------------------------------------ | ------------------------------------------- | --------------------------------------------------- | ------------ | ------------ |
| 2014年 1月2日 | 青木さやか、菊地亜美〔アイドリング!!!〕、 北村晴男、城田優、中田敦彦〔オリエンタルラジオ〕 | 世界中から悪いウワサをたてられた養殖業者    | 御木本幸吉 （ミキモト創業者）                       |              |              |
| 2014年 1月2日 | 青木さやか、菊地亜美〔アイドリング!!!〕、 北村晴男、城田優、中田敦彦〔オリエンタルラジオ〕 | 突然勝てなくなった天才棋士                  | 米長邦雄 （将棋棋士）                               |              |              |
| 2014年 1月2日 | 青木さやか、菊地亜美〔アイドリング!!!〕、 北村晴男、城田優、中田敦彦〔オリエンタルラジオ〕 | 住民から総スカンを食らった公務員            | 高野誠鮮 （スーパー公務員〔石川県羽咋市役所勤務〕） |              |              |
| 2014年 1月2日 | 青木さやか、菊地亜美〔アイドリング!!!〕、 北村晴男、城田優、中田敦彦〔オリエンタルラジオ〕 | 日本五輪史上、最も多くのメダルを獲得した男  | 加藤沢男 （元・体操選手）                           |              |              |
| 2014年 1月2日 | 青木さやか、菊地亜美〔アイドリング!!!〕、 北村晴男、城田優、中田敦彦〔オリエンタルラジオ〕 | 3度の左遷＆転職失敗で、どん底に落ちた銀行員 | 小林一三 （阪急東宝グループ創業者）                 |              |              |
| 2014年 1月2日 | 青木さやか、菊地亜美〔アイドリング!!!〕、 北村晴男、城田優、中田敦彦〔オリエンタルラジオ〕 | 世間から全否定された小説家                  | 江戸川乱歩 （小説家）                               |              |              |

### レギュラー版

#### 2014年
| 1  | 4月22日  | ビビる大木、狩野英孝、IVAN                                                                     | 人類の未来を変える男                 | イーロン・マスク （スペースX社CEO）                                                                               | （動徳の時間 #1） ｢どんな手を使ってでも勝つ絶対王者｣ ハイレ・ゲブレセラシェ（陸上選手）                                       |               |
| 1  | 4月22日  | ビビる大木、狩野英孝、IVAN                                                                     | 人類の未来を変える男                 | イーロン・マスク （スペースX社CEO）                                                                               | （動徳の時間 #2） ｢世界が賞賛した大逆転｣ ケリー・ストラグ（体操選手[当時]）                                                   | [ 3 ]         |
| 2  | 4月29日  | サンドウィッチマン(伊達みきお・富澤たけし)、青木さやか                                         | 食に関する偉人                       | レイ・クロック （マクドナルド創業者）                                                                             | （動徳の時間 #3） ｢自然界最強の団結力｣ 軍隊アリ                                                                               |               |
| 2  | 4月29日  | サンドウィッチマン(伊達みきお・富澤たけし)、青木さやか                                         | 食に関する偉人                       | 安藤百福 （日清食品創業者）                                                                                       | （動徳の時間 #4） ｢小さな命を守る父親の愛｣ アフリカウシガエル                                                                 |               |
| 3  | 5月6日   | レッド吉田（TIM）、鈴木拓（ドランクドラゴン）、最上もが（でんぱ組.inc）                        | 世界を熱狂させた日本人               | 佐藤英吾 （FMXライダー）                                                                                          | （動徳の時間 #5） ｢一つの競技を極めた男の恐るべき身体能力｣ 室伏広治（ハンマー投げ選手）                                       | [ 4 ]         |
| 3  | 5月6日   | レッド吉田（TIM）、鈴木拓（ドランクドラゴン）、最上もが（でんぱ組.inc）                        | 世界を熱狂させた日本人               | 佐藤英吾 （FMXライダー）                                                                                          | （動徳の時間 #6） ｢歴史に残る大逆転｣ 北川博敏（プロ野球選手[当時]）                                                           | [ 5 ]         |
| 4  | 5月13日  | 田中卓志（アンガールズ）、菅田将暉、福田彩乃                                                   | 挫折をプラスに変える男               | 森内俊之 （将棋棋士）                                                                                             | （動徳の時間 #7） ｢怒りの異種格闘技戦｣ 長島☆自演乙☆雄一郎（格闘家）                                                           | [ 6 ]         |
| 5  | 5月20日  | カンニング竹山、青木さやか、栗原類                                                             | 競馬界の常識を変えた騎手             | 安藤勝己 （元騎手）                                                                                               | （動徳の時間 #8） ｢予想外すぎる大逆転｣ マイケル・マロッシ（MBXライダー）                                                      |               |
| 5  | 5月20日  | カンニング竹山、青木さやか、栗原類                                                             | 競馬界の常識を変えた騎手             | 安藤勝己 （元騎手）                                                                                               | （動徳の時間 #9） ｢逆境を乗り越え独自のスタイルを生み出した男｣ ビーボーイ･ジュニア（ブレイクダンサー）                        |               |
| 6  | 5月27日  | 本編ゲスト 村上健志（フルーツポンチ)、コトブキツカサ、バービー（フォーリンラブ）               | 新しい産業を作り出した男             | 飯田亮 （セコム創業者）                                                                                           | （動徳の時間 #10） ｢クロアンコウの深すぎる愛｣ クロアンコウ                                                                    |               |
| 6  | 5月27日  | 動徳の時間のゲスト 又吉直樹（ピース）、JOY、青木さやか                                         | 新しい産業を作り出した男             | 飯田亮 （セコム創業者）                                                                                           | （動徳の時間 #10） ｢クロアンコウの深すぎる愛｣ クロアンコウ                                                                    |               |
| 7  | 6月3日   | 尾形貴弘（パンサー）、ビビる大木、和田正人                                                     | 漫画で世界を変えた男                 | 高橋陽一 （漫画家）                                                                                               | なし |               |
| 7  | 6月3日   | 尾形貴弘（パンサー）、ビビる大木、和田正人                                                     | 成功の秘密は父との関係               | ネイマール・ジュニア （サッカーブラジル代表選手）                                                                 | なし |               |
| 8  | 6月10日  | ロッチ（中岡創一・コカドケンタロウ）、バービー（フォーリンラブ）                               | 波乱万丈の遅咲き人生                 | カーネル・サンダース （KFC創業者）                                                                                | （世界のニュース #1） フランス｢子どもを学校に通わさず家で勉強させる（ホームスクーリングなどで）｣                              |               |
| 9  | 6月17日  | 本編ゲスト 又吉直樹（ピース）、JOY、青木さやか                                                 | 半生をかけて夢に猛進した男           | 白瀬矗 （探検家）                                                                                                 | （動徳の時間 #11） ｢超人的なラガーマン｣ ジョナ・ロムー（ラグビー選手[当時]）                                                  | [ 7 ]         |
| 9  | 6月17日  | 動徳の時間のゲスト 村上健志（フルーツポンチ)、コトブキツカサ、バービー（フォーリンラブ）       | 半生をかけて夢に猛進した男           | 白瀬矗 （探検家）                                                                                                 | （動徳の時間 #12） ｢アッとおどろくビッグプレー｣ ブライアン（大学野球の選手[当時]）                                            |               |
| 10 | 6月24日  | ふかわりょう、うかみ綾乃、ホラン千秋 SPナレーター・千葉繁                                      | 心をつかむ言葉の名手                 | 武論尊 （漫画原作者）                                                                                             | なし |               |
| 11 | 7月15日  | 飯尾和樹（ずん）、中村倫也、青木さやか                                                         | バカは素晴らしい!                    | 赤塚不二夫 （漫画家）                                                                                             | なし |               |
| 12 | 7月22日  | 田中卓志（アンガールズ）、岡安章介（ななめ45°）、生田梨沙(E-girls)                             | 想像力こそ無限の力                   | スティーヴン・ホーキング （理論物理学者）                                                                         | なし |               |
| 12 | 7月22日  | 田中卓志（アンガールズ）、岡安章介（ななめ45°）、生田梨沙(E-girls)                             | 自分のルーツの愛する力               | 萱野茂 （アイヌ文化研究者）                                                                                       | なし |               |
| 13 | 7月29日  | ふかわりょう、中村昌也、福田彩乃                                                               | 常識に逆らう力                       | 中島義道 （哲学者）                                                                                               | なし |               |
| 14 | 8月5日   | サンドウィッチマン(伊達みきお・富澤たけし)、ホラン千秋                                         | 苦境に向き合う力                     | 村山聖 （将棋棋士）                                                                                               | なし |               |
| 15 | 8月12日  | 本編ゲスト カンニング竹山、久保純子、TOMOMI                                                    | チャンスを断らない力                 | やなせたかし （漫画家）                                                                                           | （動徳の時間 #13） ｢なでしこジャパンもビックリ!!常識やぶりの必殺技｣ メーガン・キャンベル （アイルランド女子サッカー代表選手） |               |
| 15 | 8月12日  | 動徳の時間のゲスト 田中卓志（アンガールズ）、岡安章介（ななめ45°）、生田梨沙(E-girls)          | チャンスを断らない力                 | やなせたかし （漫画家）                                                                                           | （動徳の時間 #13） ｢なでしこジャパンもビックリ!!常識やぶりの必殺技｣ メーガン・キャンベル （アイルランド女子サッカー代表選手） |               |
| 16 | 8月19日  | 田村亮（ロンドンブーツ1号2号）、山下リオ、青木さやか                                           | 無知こそ最強の武器                   | 内田詮三 （沖縄美ら海水族館初代館長）                                                                             | （動徳の時間 #14） ｢向かうところ敵なし伝説のファイター｣ 沢村忠 （元キックボクサー）                                           |               |
| 17 | 8月26日  | ビビる大木、堂珍嘉邦、うかみ綾乃                                                               | メジャーリーグの異端児               | ビリー・ビーン （オークランド・アスレチックスGM）                                                                 | なし |               |
| 18 | 9月2日   | アンガールズ（田中卓志・山根良顕）、市川由衣                                                   | 徹底追究した話術                     | 二代目桂枝雀 （落語家）                                                                                           | なし |               |
| 19 | 9月9日   | ふかわりょう、山崎樹範、中山由香 特別講師・志田晶                                              | ポアンカレ予想に命をかけた超天才たち | クリストス・パパキリアコプロス、スティーヴン・スメイル、ウィリアム・サーストン、グリゴリー・ペレルマン （数学者） | なし |               |
| 20 | 9月16日  | ビビる大木、ケラ、うかみ綾乃                                                                   | 天ぷら約2000店の最高峰!              | 早乙女哲哉 （みかわ是山居 店主）                                                                                  | なし |               |
| 21 | 10月14日 | ビビる大木、狩野英孝、IVAN                                                                     | 追い込む事で奇跡を起こす             | 水谷豊 （眼科医）                                                                                                 | なし | [ 10 ] [ 11 ] |
| 21 | 10月14日 | レッド吉田（TIM）、鈴木拓（ドランクドラゴン）、最上もが（でんぱ組.inc）                        | ジョブズと共に世界を変えた男         | スティーブ・ウォズニアック （Apple創業者）                                                                        | なし | [ 10 ] [ 11 ] |
| 22 | 10月28日 | 土田晃之、窪田正孝、青木さやか 特別ゲスト・岡まゆみ、モグタン                                  | 好奇心を刺激する番組                 | まんがはじめて物語 （TBS系列放送の教養番組）                                                                      | なし |               |
| 23 | 11月4日  | コカドケンタロウ（ロッチ）、恒松梨絵、うかみ綾乃                                               | ユダヤ人から大バッシング･･･          | ハンナ・アーレント （ユダヤ人政治哲学者）                                                                         | なし |               |
| 24 | 11月11日 | カンニング竹山、藤本美貴、山崎紘菜                                                             | 開成の頭脳で競馬界に革命             | 矢作芳人 （競馬調教師）                                                                                           | なし |               |
| 25 | 11月18日 | ふかわりょう、高橋努、菊地亜美（アイドリング!!!）                                              | がんばらなくてもいいんだよ           | 酒井雄哉 （天台宗僧侶）                                                                                           | （知ると気持ちいい難解語 #1） オクシモロン                                                                                    |               |
| 26 | 11月25日 | レッド吉田、えなりかずき、清水富美加                                                           | 揺るがない心の天才                   | カール・ルイス （元陸上選手）                                                                                     | なし |               |
| 27 | 12月2日  | ふかわりょう、野村周平、尾形貴弘（パンサー）                                                   | 美術界から追放されかけた             | 速水御舟 （日本画家）                                                                                             | なし |               |
| 28 | 12月9日  | サンドウィッチマン(伊達みきお・富澤たけし)、青木さやか                                         | 人生に全力を注いだマンガ家           | 石ノ森章太郎 （漫画家）                                                                                           | なし |               |
| SP | 12月10日 | ふかわりょう、板野友美、住田裕子、藤本美貴、尾形貴弘（パンサー）                               | 究極理論で確率を撮る!                | エドワード・ソープ （数学者 元MIT教授 ）                                                                          | （特別企画） 林先生の元教え子 偏差値90!スパー東大生の勉強法                                                                   | [ 12 ]        |
| SP | 12月10日 | ふかわりょう、板野友美、住田裕子、藤本美貴、尾形貴弘（パンサー）                               | 世界一危険なハッカー                 | ケビン・ミトニック （元 ハッカー）                                                                                | （特別企画） 林先生の元教え子 偏差値90!スパー東大生の勉強法                                                                   | [ 12 ]        |
| SP | 12月10日 | ふかわりょう、板野友美、住田裕子、藤本美貴、尾形貴弘（パンサー）                               | 正義の天才ハッカー                   | 下村努 （コンピュータセキュリティ専門家）                                                                         | （特別企画） 林先生の元教え子 偏差値90!スパー東大生の勉強法                                                                   | [ 12 ]        |
| SP | 12月10日 | ふかわりょう、千原ジュニア（千原兄弟）、浅田舞、青木さやか、レッド吉田（TIM） 特別講師・志田晶 | 人類史上最高IQ228の女性              | マリリン・ボス・サバント （コラムニスト）                                                                         | （特別企画） 林先生の元教え子 偏差値90!スパー東大生の勉強法                                                                   | [ 12 ]        |
| SP | 12月10日 | ふかわりょう、板野友美、住田裕子、藤本美貴、尾形貴弘（パンサー） VTR出演・羽生善治             | 天才は幸せか?不幸か? 頭脳ゲームの神  | ボビー・フィッシャー （チェス騎士）                                                                               | （特別企画） 林先生の元教え子 偏差値90!スパー東大生の勉強法                                                                   | [ 12 ]        |
| SP | 12月10日 | （特別企画・ゲスト） テリー伊藤、ふかわりょう、ホラン千秋、レッド吉田（TIM）                   |                                      | | （特別企画） 林先生の元教え子 偏差値90!スパー東大生の勉強法                                                                   | [ 12 ]        |
| SP | 12月10日 | ふかわりょう、千原ジュニア（千原兄弟）、浅田舞、青木さやか、レッド吉田（TIM） 特別講師・志田晶 | 世界的権威!奇行のナゾ                | 岡潔 （数学者）                                                                                                   | （特別企画） 林先生の元教え子 偏差値90!スパー東大生の勉強法                                                                   | [ 12 ]        |
| 29 | 12月16日 | ふかわりょう、千原ジュニア（千原兄弟）、浅田舞、青木さやか、レッド吉田（TIM） 特別講師・志田晶 | 360年の謎を解いた愛妻家              | アンドリュー・ワイルズ （数学者）                                                                                 | （特別企画） 林先生の元教え子 偏差値90!スパー東大生の勉強法                                                                   | [ 12 ]        |
| 29 | 12月16日 | （特別企画・ゲスト） テリー伊藤、ふかわりょう、ホラン千秋、レッド吉田（TIM）                   |                                      | | （特別企画） 林先生の元教え子 偏差値90!スパー東大生の勉強法                                                                   | [ 12 ]        |

#### 2015年
| 30 | 2015年1月13日 | カンニング竹山、高嶋香帆、田中卓志〔アンガールズ〕                        | 知識の世界を激変させた | ジミー・ウェールズ （ウィキペディア創始者） | なし |        |
| 31 | 1月20日       | 土田晃之、結城りおな、鈴木拓〔ドランクドラゴン〕 SPナレーター・小原乃梨子 | 日本アニメ界の巨人 | 吉田竜夫 （タツノコプロ創設者） | なし |        |
| 32 | 1月27日       | 飯尾和樹〔ずん〕、村上健志〔フルーツポンチ〕、佐藤ありさ                  | 人を育てる力 能力再生の天才 | 野村克也 （元・プロ野球監督） | なし |        |
| 33 | 2月3日        | ビビる大木、尾形貴弘〔パンサー〕、春輝                                    | 成功へと導く突破力 | スティーブ・ジョブズ （Apple創業者） | なし | [ 13 ] |
| 34 | 2月10日       | ビビる大木、尾形貴弘〔パンサー〕、春輝                                    | 成功へと導く突破力 | スティーブ・ジョブズ （Apple創業者） | なし | [ 13 ] |
| 35 | 2月17日       | 岡田圭右〔ますだおかだ〕、KENTA（※ダルビッシュ有の弟）、藤本美貴          | 日本が誇るメジャーリーグ投手 | ダルビッシュ有 （MLB･テキサスレンジャーズ所属） | なし |        |
| 36 | 2月24日       | ふかわりょう、うかみ綾乃、おのののか                                      | 型破りな発想で大革命 | 孫正義 （ソフトバンクグループ代表） | なし |        |
| 37 | 3月3日        | サンドウィッチマン(伊達みきお・富澤たけし)、清水富美加                    | 圧倒的な情熱！ 成し遂げる覚悟！ | 手塚治虫 （漫画家） | なし |        |
| 38 | 3月10日       | ビビる大木、與真司郎〔AAA〕、逢沢りな                                     | 愛される理由は人間力 | 松井秀喜 （元・プロ野球選手） | なし |        |
| 39 | 3月17日       | 土田晃之、うかみ綾乃、青木さやか                                          | 偉人たちの激烈な生きざま編（勇気をもらえる激烈な生きざま編） ものごとを成し遂げる力（第1回放送），常識を疑う力（第11回放送），自分を信じる力（第31～32回放送） 林先生の特別授業編 脳の成長に良い遊び（第4回放送），人生における「遊び」とは（第26回放送），ウィキペディアの持つ意味（第28回放送） 考える力をつける方法（スペシャル），生きることとは（第10・12回放送） 林先生が選んだ偉人たちの言葉編（背中を押す偉人たちの名言編） 「下流なら下流の意地で生きてみろ きっと誰かが見てくれている」（第8回放送） 「仕事に曖昧な部分を残さず一流の技を簡単にやってのける それがプロ」（第18回放送） 「運にめぐりあいたいならなんでも引き受けてみるといい」（第13回放送） | 偉人たちの激烈な生きざま編（勇気をもらえる激烈な生きざま編） ものごとを成し遂げる力（第1回放送），常識を疑う力（第11回放送），自分を信じる力（第31～32回放送） 林先生の特別授業編 脳の成長に良い遊び（第4回放送），人生における「遊び」とは（第26回放送），ウィキペディアの持つ意味（第28回放送） 考える力をつける方法（スペシャル），生きることとは（第10・12回放送） 林先生が選んだ偉人たちの言葉編（背中を押す偉人たちの名言編） 「下流なら下流の意地で生きてみろ きっと誰かが見てくれている」（第8回放送） 「仕事に曖昧な部分を残さず一流の技を簡単にやってのける それがプロ」（第18回放送） 「運にめぐりあいたいならなんでも引き受けてみるといい」（第13回放送） | 偉人たちの激烈な生きざま編（勇気をもらえる激烈な生きざま編） ものごとを成し遂げる力（第1回放送），常識を疑う力（第11回放送），自分を信じる力（第31～32回放送） 林先生の特別授業編 脳の成長に良い遊び（第4回放送），人生における「遊び」とは（第26回放送），ウィキペディアの持つ意味（第28回放送） 考える力をつける方法（スペシャル），生きることとは（第10・12回放送） 林先生が選んだ偉人たちの言葉編（背中を押す偉人たちの名言編） 「下流なら下流の意地で生きてみろ きっと誰かが見てくれている」（第8回放送） 「仕事に曖昧な部分を残さず一流の技を簡単にやってのける それがプロ」（第18回放送） 「運にめぐりあいたいならなんでも引き受けてみるといい」（第13回放送） |        |
| 40 | 3月24日       | ふかわりょう、澤部佑〔ハライチ〕、ホラン千秋                              | 幕末の風雲児 | 河井継之助 （武士） | なし |        |

## ネット局と放送時間

### レギュラー版
| 放送対象地域   | 放送局                    | 系列    | 放送期間                      | 放送日時                     | 遅れ       |
| -------------- | ------------------------- | ------- | ----------------------------- | ---------------------------- | ---------- |
| 関東広域圏     | TBSテレビ（TBS）          | TBS系列 | 2014年4月22日 - 2015年3月24日 | 火曜 23:53 - 翌0:38          | 製作局     |
| 北海道         | 北海道放送（HBC）         | TBS系列 | 2014年4月22日 - 2015年3月24日 | 火曜 23:53 - 翌0:38          | 同時ネット |
| 岩手県         | IBC岩手放送（IBC）        | TBS系列 | 2014年4月22日 - 2015年3月24日 | 火曜 23:53 - 翌0:38          | 同時ネット |
| 宮城県         | 東北放送（TBC）           | TBS系列 | 2014年4月22日 - 2015年3月24日 | 火曜 23:53 - 翌0:38          | 同時ネット |
| 山形県         | テレビユー山形（TUY）     | TBS系列 | 2014年4月22日 - 2015年3月24日 | 火曜 23:53 - 翌0:38          | 同時ネット |
| 福島県         | テレビユー福島（TUF）     | TBS系列 | 2014年4月22日 - 2015年3月24日 | 火曜 23:53 - 翌0:38          | 同時ネット |
| 新潟県         | 新潟放送（BSN）           | TBS系列 | 2014年4月22日 - 2015年3月24日 | 火曜 23:53 - 翌0:38          | 同時ネット |
| 長野県         | 信越放送（SBC）           | TBS系列 | 2014年4月22日 - 2015年3月24日 | 火曜 23:53 - 翌0:38          | 同時ネット |
| 静岡県         | 静岡放送（SBS）           | TBS系列 | 2014年4月22日 - 2015年3月24日 | 火曜 23:53 - 翌0:38          | 同時ネット |
| 鳥取県・島根県 | 山陰放送（BSS）           | TBS系列 | 2014年4月22日 - 2015年3月24日 | 火曜 23:53 - 翌0:38          | 同時ネット |
| 福岡県         | RKB毎日放送（RKB）        | TBS系列 | 2014年4月22日 - 2015年3月24日 | 火曜 23:53 - 翌0:38          | 同時ネット |
| 熊本県         | 熊本放送（RKK）           | TBS系列 | 2014年4月22日 - 2015年3月24日 | 火曜 23:53 - 翌0:38          | 同時ネット |
| 中京広域圏     | CBCテレビ（CBC）          | TBS系列 | 2014年4月22日 - 2015年4月1日  | 水曜 0:25 - 1:13（火曜深夜） | 8日遅れ    |
| 岡山県・香川県 | 山陽放送（RSK）           | TBS系列 | 2014年4月29日 - 2015年4月1日  | 水曜 0:23 - 1:08（火曜深夜） | 8日遅れ    |
| 近畿広域圏     | 毎日放送（MBS）           | TBS系列 | 2014年5月9日 - 2015年4月10日  | 金曜 0:59 - 1:44（木曜深夜） | 17日遅れ   |
| 富山県         | チューリップテレビ（TUT） | TBS系列 | 2014年5月13日 - 2015年4月15日 | 水曜 0:08 - 0:53（火曜深夜） | 22日遅れ   |

#### 不定期放送
- 宮崎放送（MRT）では2014年6月7日・8月2日・9月27日に単発放送された。

### パイロット版
- 2014年1月2日（16:30 - 17:45）にJNN系列全28局で放送。

### ゴールデン版
| 放送対象地域   | 放送局                | 系列    | 放送期間       | 放送日時           | 遅れ                    | 備考                        |
| -------------- | --------------------- | ------- | -------------- | ------------------ | ----------------------- | --------------------------- |
| 関東広域圏     | TBSテレビ（TBS）      | TBS系列 | 2014年12月10日 | 水曜 19:56 - 21:54 | 製作局                  |                             |
| 北海道         | 北海道放送（HBC）     | TBS系列 | 2014年12月10日 | 水曜 19:56 - 21:54 | ｢水トク!｣枠で同時ネット |                             |
| 青森県         | 青森テレビ（ATV）     | TBS系列 | 2014年12月10日 | 水曜 19:56 - 21:54 | ｢水トク!｣枠で同時ネット | レギュラー放送なし          |
| 岩手県         | IBC岩手放送（IBC）    | TBS系列 | 2014年12月10日 | 水曜 19:56 - 21:54 | ｢水トク!｣枠で同時ネット |                             |
| 宮城県         | 東北放送（TBC）       | TBS系列 | 2014年12月10日 | 水曜 19:56 - 21:54 | ｢水トク!｣枠で同時ネット |                             |
| 山形県         | テレビユー山形（TUY） | TBS系列 | 2014年12月10日 | 水曜 19:56 - 21:54 | ｢水トク!｣枠で同時ネット |                             |
| 福島県         | テレビユー福島（TUF） | TBS系列 | 2014年12月10日 | 水曜 19:56 - 21:54 | ｢水トク!｣枠で同時ネット |                             |
| 山梨県         | テレビ山梨（TUY）     | TBS系列 | 2014年12月10日 | 水曜 19:56 - 21:54 | ｢水トク!｣枠で同時ネット | レギュラー放送なし          |
| 新潟県         | 新潟放送（BSN）       | TBS系列 | 2014年12月10日 | 水曜 19:56 - 21:54 | ｢水トク!｣枠で同時ネット |                             |
| 長野県         | 信越放送（SBC）       | TBS系列 | 2014年12月10日 | 水曜 19:56 - 21:54 | ｢水トク!｣枠で同時ネット |                             |
| 石川県         | 北陸放送（MRO）       | TBS系列 | 2014年12月10日 | 水曜 19:56 - 21:54 | ｢水トク!｣枠で同時ネット | レギュラー放送なし          |
| 静岡県         | 静岡放送（SBS）       | TBS系列 | 2014年12月10日 | 水曜 19:56 - 21:54 | ｢水トク!｣枠で同時ネット |                             |
| 中京広域圏     | CBCテレビ（CBC）      | TBS系列 | 2014年12月10日 | 水曜 19:56 - 21:54 | ｢水トク!｣枠で同時ネット | レギュラー放送は 時差ネット |
| 近畿広域圏     | 毎日放送（MBS）       | TBS系列 | 2014年12月10日 | 水曜 19:56 - 21:54 | ｢水トク!｣枠で同時ネット | レギュラー放送は 時差ネット |
| 広島県         | 中国放送（RCC）       | TBS系列 | 2014年12月10日 | 水曜 19:56 - 21:54 | ｢水トク!｣枠で同時ネット | レギュラー放送なし          |
| 山口県         | テレビ山口（tys）     | TBS系列 | 2014年12月10日 | 水曜 19:56 - 21:54 | ｢水トク!｣枠で同時ネット | レギュラー放送なし          |
| 愛媛県         | あいテレビ（itv）     | TBS系列 | 2014年12月10日 | 水曜 19:56 - 21:54 | ｢水トク!｣枠で同時ネット | レギュラー放送なし          |
| 長崎県         | 長崎放送（NBC）       | TBS系列 | 2014年12月10日 | 水曜 19:56 - 21:54 | ｢水トク!｣枠で同時ネット | レギュラー放送なし          |
| 大分県         | 大分放送（OBS）       | TBS系列 | 2014年12月10日 | 水曜 19:56 - 21:54 | ｢水トク!｣枠で同時ネット | レギュラー放送なし          |
| 熊本県         | 熊本放送（RKK）       | TBS系列 | 2014年12月10日 | 水曜 19:56 - 21:54 | ｢水トク!｣枠で同時ネット |                             |
| 岡山県・香川県 | 山陽放送（RSK）       | TBS系列 | 2014年12月31日 | 水曜 7:00 - 8:55   | 遅れネット              | レギュラー放送は 時差ネット |

## 主なスタッフ

### パイロット版
- ディレクター：高岡猛、伏貫健介、上野加奈代
- 総合演出：新井康孝
- プロデューサー：田村恵里、大和田宇一
- 制作協力：ワタナベエンターテインメント、TBSビジョン
- 製作著作：TBS

### レギュラー版
- ナレーター：田中敦子
- 構成：上野耕平、川野将一、佐藤俊明、町田直也
- TM：荒木健一
- TD：寺尾昭彦、齊藤哲也
- VE：佐藤公幸、姫野雅美、高橋康弘
- カメラ：斉藤哲也、北林良一
- 音声：宇野仁美
- 照明：鈴木英敬
- 美術プロデューサー：東立
- 美術デザイナー：桝本瑠璃
- 美術制作：藤田なつみ
- 装置：尻無浜宏人
- 操作：石川大輔
- 電飾：大平絵梨子
- メカシステム：濱口利之行（濱口利行）
- 化粧：城所とも美
- 編集：今田隆之、沖野浩平、岩成伸
- MA：的池将
- 音響効果：佐藤卓嗣
- TK：山口佳奈絵
- リサーチ：宮下沙希、林裕一
- GK：阿部暁美
- 編成：高山暢比古
- AD：温井里恵、高柳諒輔、兼光夕稀、鴻池祥元、田中宏徳、片桐大貴、池田朋布、樋渡一樹、池田優人
- AP：安原マリック勇人、中村恵、市川舞子
- ディレクター：植木一実、田頭悟、高岡猛、廣田彰大、見崎陽亮、石黒光典、上野加奈代、伊藤良美（以前はAD）、カサイシゲタカ
- 総合演出：首藤光典
- 協力プロデューサー：坂田栄治、古川愛
- プロデューサー：田村恵里、大和田宇一
- 制作協力：ワタナベエンターテインメント、極東電視台
- 製作著作：TBS